# Leonardo Rêgo
Leonardo Nunes Rêgo (Fortaleza, 6 de agosto de 1976) é um político brasileiro, filiado ao Democratas. Foi prefeito do município de Pau dos Ferros, no Rio Grande do Norte por três mandatos, entre 2005 e 2012 e entre 2017 e 2020.

## Biografia
Nascido no município de Fortaleza, capital do estado do Ceará, em 6 de agosto de 1976, Leonardo Nunes Rêgo é filho de Getúlio Rêgo e Maria Salete, com quem tem outros dois irmãos. Morou em Umarizal e posteriormente em Itaú, até ser transferido para Natal aos seis anos de idade, onde estudou no Colégio Marista, quando seu pai foi eleito como deputado estadual. Treze anos depois (1996), foi aprovado no seu primeiro vestibular, formando-se em administração em 1999 pela Universidade Potiguar (UnP). Casou-se com Érica Rêgo em 21 de maio de 2005, com quem tem dois filhos.

### Carreira política

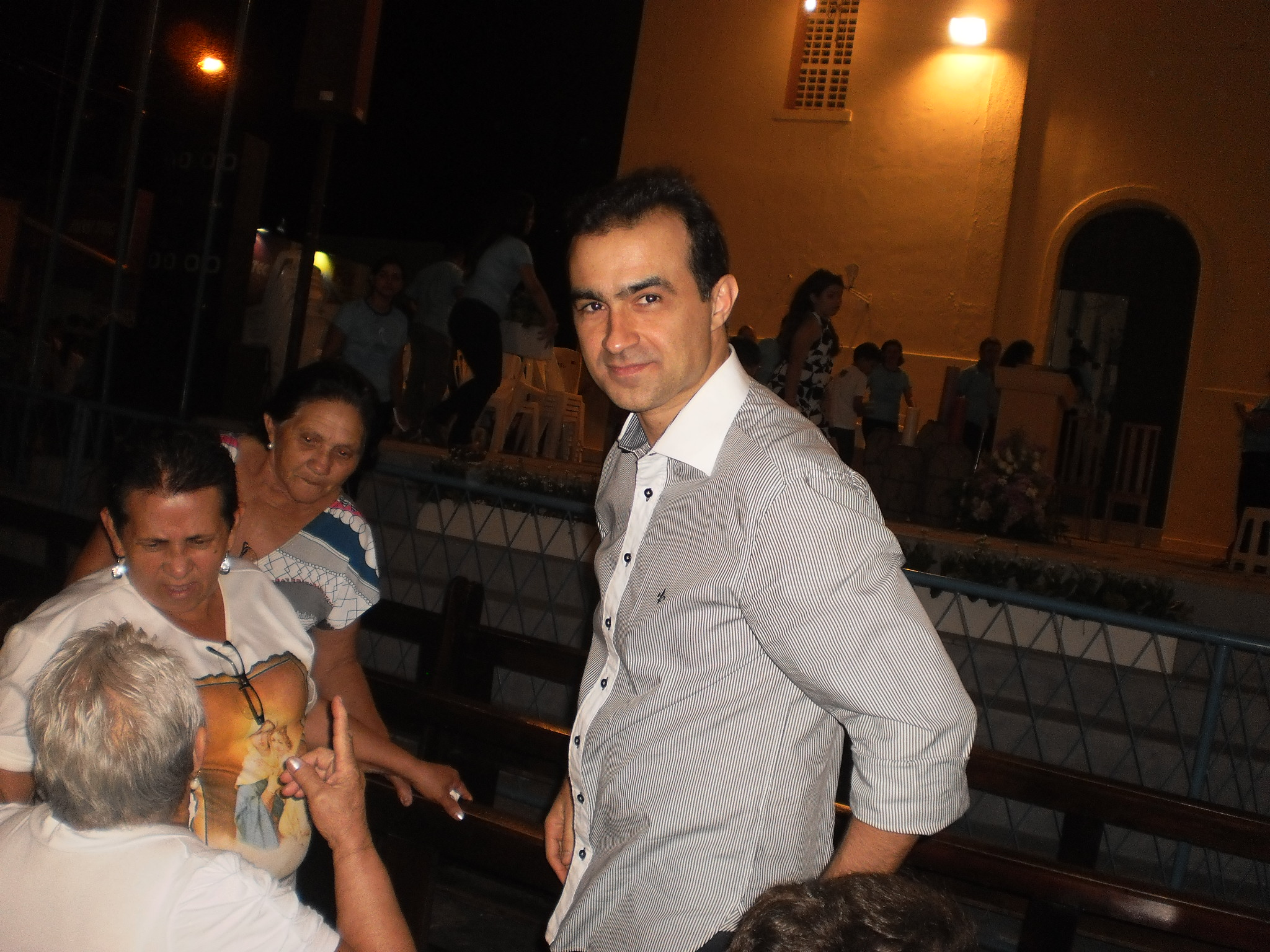
Leonardo Rêgo cumprimentando as mulheres pau-ferrenses em 2011, durante seu segundo mandato à frente da prefeitura

Sua carreira política, influenciada pelo seu pai, teve início na Assembleia Legislativa do Rio Grande do Norte, ao exercer, primeiramente as funções de diretor de manutenção e, posteriormente, diretor regional e assessor parlamentar.
Nas eleições municipais de 3 de outubro de 2004, foi eleito o prefeito mais jovem da história de Pau dos Ferros, com apenas 28 anos, e reeleito em 5 de outubro de 2008. Desde que assumiu o mandato como prefeito, entregou diversas obras à população pau-ferrense, entre os quais a pavimentação de diversas ruas, a entrega de unidades de saúde, a construção da Praça de Eventos Nossa Senhora da Conceição e a reforma da Praça da Matriz (atual Praça Monsenhor Caminha).
Em 2008 foi um dos 25 prefeitos brasileiros escolhidos para viajarem à Alemanha para conhecer exemplos de políticas públicas bem-sucedidas algumas cidades do país. Em 2012 recebeu o prêmio de prefeito empreendedor nas categorias "Planejamento e Gestão Pública para o Desenvolvimento Sustentável" e "Formalização de Pequenos Negócios e Apoio ao Empreendedor Individual", do Serviço Brasileiro de Apoio às Micro e Pequenas Empresas (SEBRAE).
Pouco mais de dois meses após deixar a prefeitura, foi nomeado em 2013 por Rosalba Ciarlini (então governadora do Rio Grande do Norte) para exercer o cargo de secretário estadual de meio ambiente e de recursos hídricos, tendo sido exonerado pouco mais de um ano depois.
Disputou novamente a prefeitura de Pau dos Ferros nas eleições municipais de 2016, sendo eleito para um terceiro mandato com 8 589 votos (51,07% dos votos válidos) e empossado em 1º de janeiro de 2017.